# Quezeliantha tibestica
Quezeliantha es un género monotípico de fanerógamas perteneciente a la familia Brassicaceae. Su única especie: Quezeliantha tibestica es originaria de  África donde se encuentra en el Sahara en el Tibesti de cuyo nombre toma el epíteto la especie.

## Descripción
Es una planta anual herbácea (sufruticosa), ricamente ramificada. Se encuentra en asociación con Tamarix articulata y Farsetia ramosissima, en los lechos de ramblas donde encuentra refugio entre especímenes de Zilla spinosa a una altitud de 800 metros. Sólo se conoce de la especie recopilada en 1965.

## Taxonomía
Quezeliantha tibestica fue descrita por (H.Scholz) H.Scholz y publicado en Taxon 31: 558. 1982.
Sinonimia
- Quezelia tibestica H. Scholz	[5]